# Allamps
Allamps ist eine französische Gemeinde mit 501 Einwohnern (Stand: 1. Januar 2022) im Département Meurthe-et-Moselle in der Region Grand Est (vor 2016 Lothringen). Die Gemeinde liegt im Arrondissement Toul, ist Teil der Communauté de communes du Pays de Colombey et du Sud Toulois und gehört zum Kanton Meine au Saintois. Die Einwohner werden Allampois genannt.

## Geographie
Allamps liegt etwa 20 Kilometer südsüdwestlich von Toul am Fluss Aroffe.
Nachbargemeinden von Vannes-le-Châtel sind Blénod-lès-Toul im Norden, Bulligny im Norden und Nordosten, Barisey-la-Côte im Osten, Saulxures-lès-Vannes im Süden sowie Vannes-le-Châtel im Westen und Nordwesten.

## Einwohner
| 1962                       | 1968 | 1975 | 1982 | 1990 | 1999 | 2006 | 2019 |
| -------------------------- | ---- | ---- | ---- | ---- | ---- | ---- | ---- |
| 510                        | 485  | 434  | 438  | 515  | 511  | 517  | 499  |
| Quellen: Cassini und INSEE |      |      |      |      |      |      |      |

## Sehenswürdigkeiten
- Kirche Saint-Pierre-et-Saint-Paul aus dem 13. Jahrhundert, Monument historique
- Kapelle Notre-Dame-des-Gouttes in Housselmont aus dem 17. Jahrhundert
- Reste des Schlosses aus der Zeit um 1600

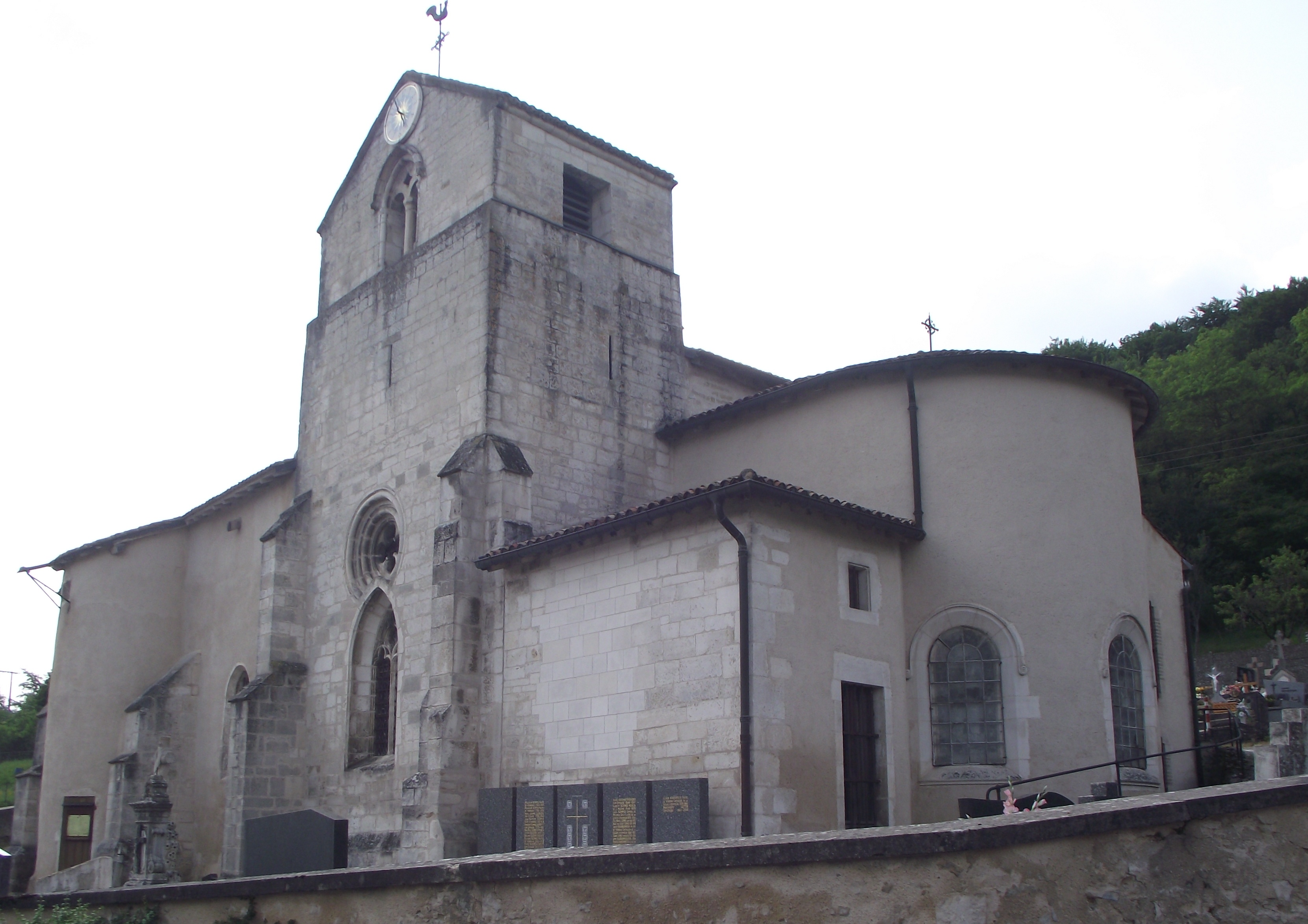
Kirche Saint-Pierre-et-Saint-Paul
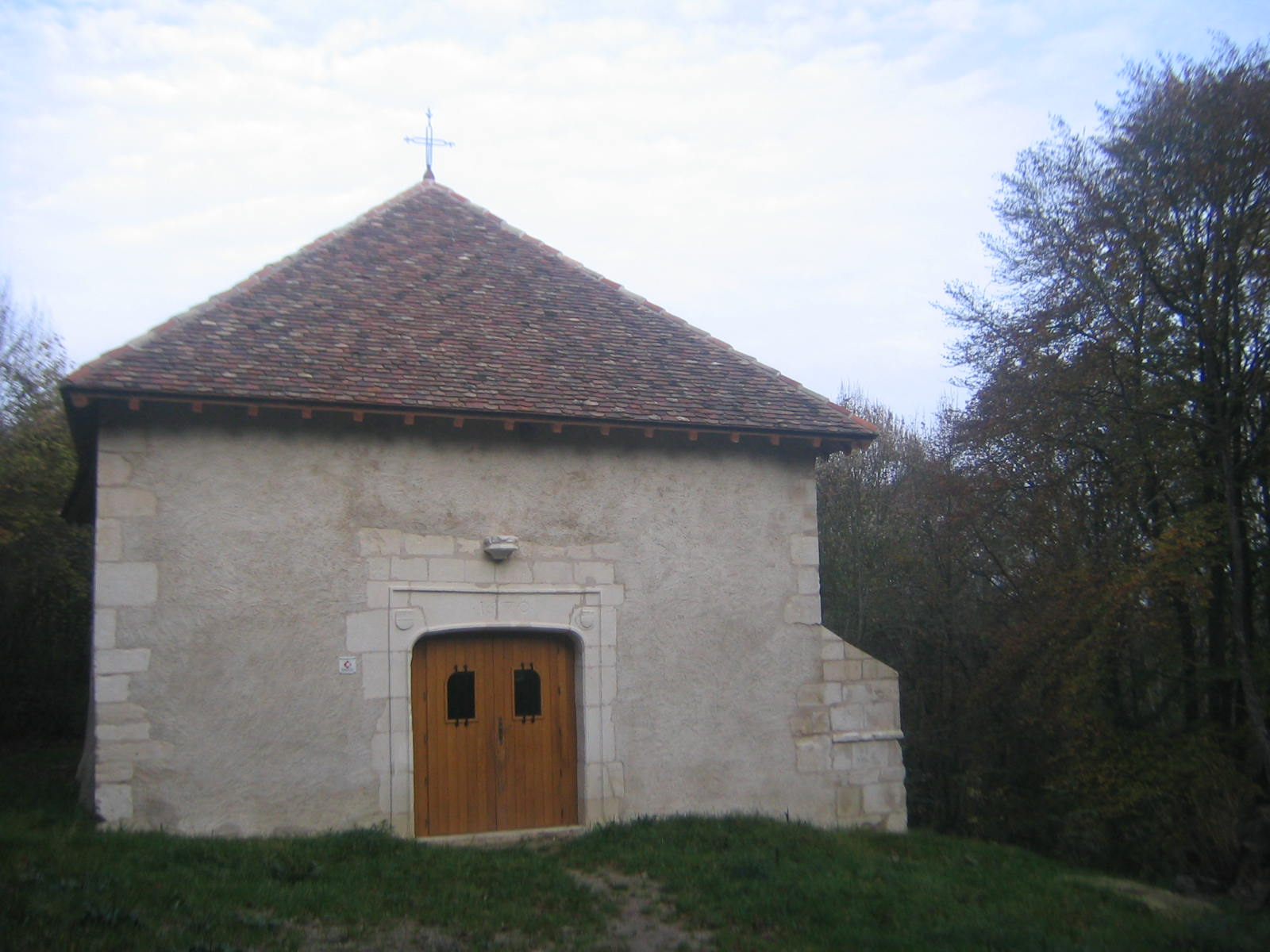
Kapelle Notre-Dame-des-Gouttes